# Stefano Bonsignori
Stefano Bonsignori (Firenze, ? – Firenze, 1589. szeptember 21.) itáliai olivetánus szerzetes, Francesco de’ Medici toszkán nagyherceg térképésze volt.
1575-ben meghívták Francesco de’ Medici térképészének. A nagyherceg őt bízta meg a Palazzo Vecchio Guardaroba-i (ruhatár) térképsorozatának befejezésével, amely Ignazio Danti matematikus elbocsátása után befejezetlenül maradt. A ruhatár ajtóira festett 53 tábla közül 23 az ő munkája, a legutolsó 1589-ből származik. 1588-ban I. Ferdinánd toszkánai nagyherceg is megerősítette nagyhercegi térképészi beosztásában.
Elkészítette Firenze axonometrikus térképét is.
A Santi Michele e Gaetano templomban temették el, de sírja eltűnt az épület 17. századi átépítése során. A firenzei Uffizi Terrazzo delle Carte Geografiche freskóit Ludovico Buti az ő vázlatai alapján festette.

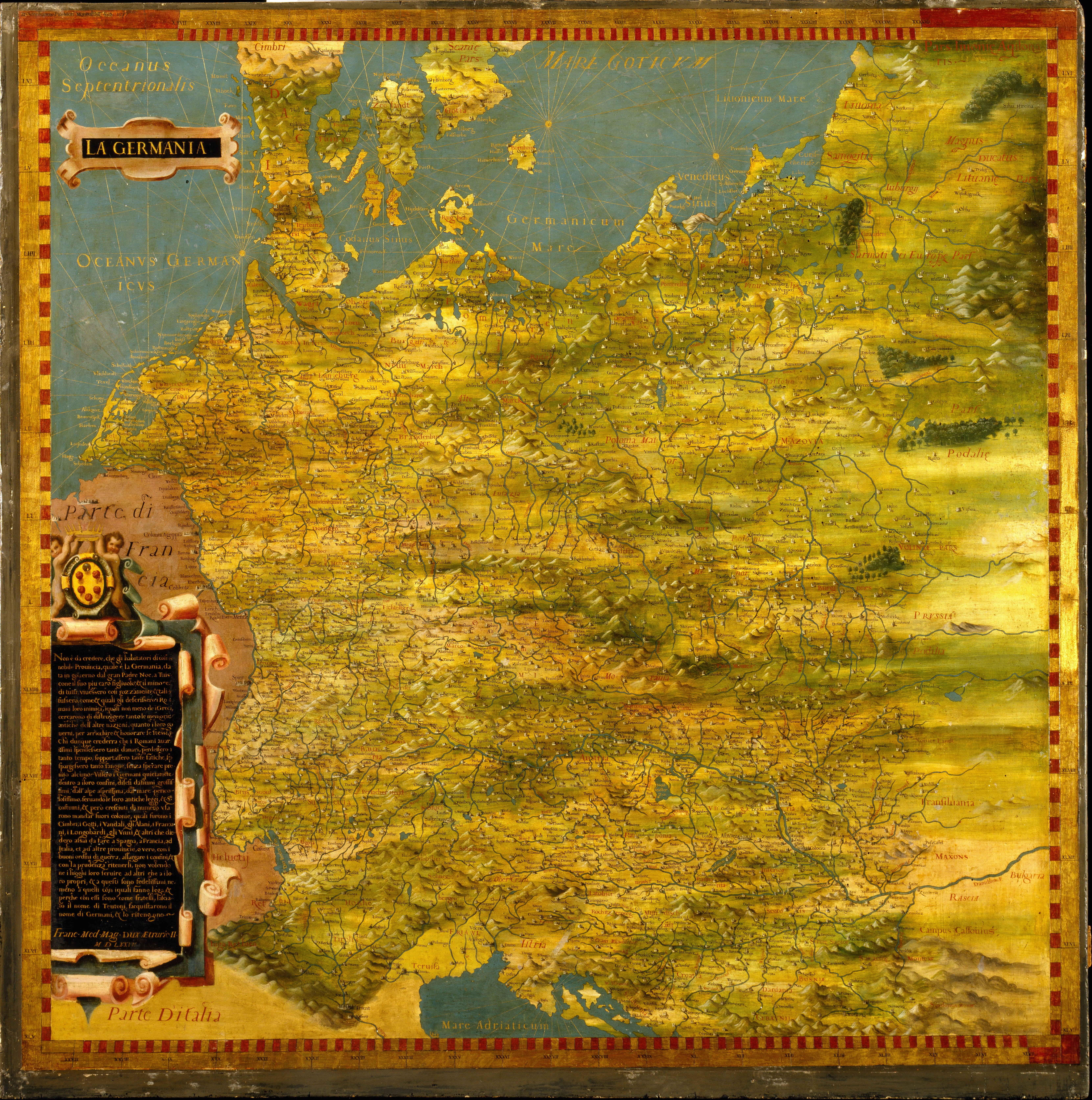
Az 1577-ben készült térképen az akkor ismert Magyarország is ábrázolásra került
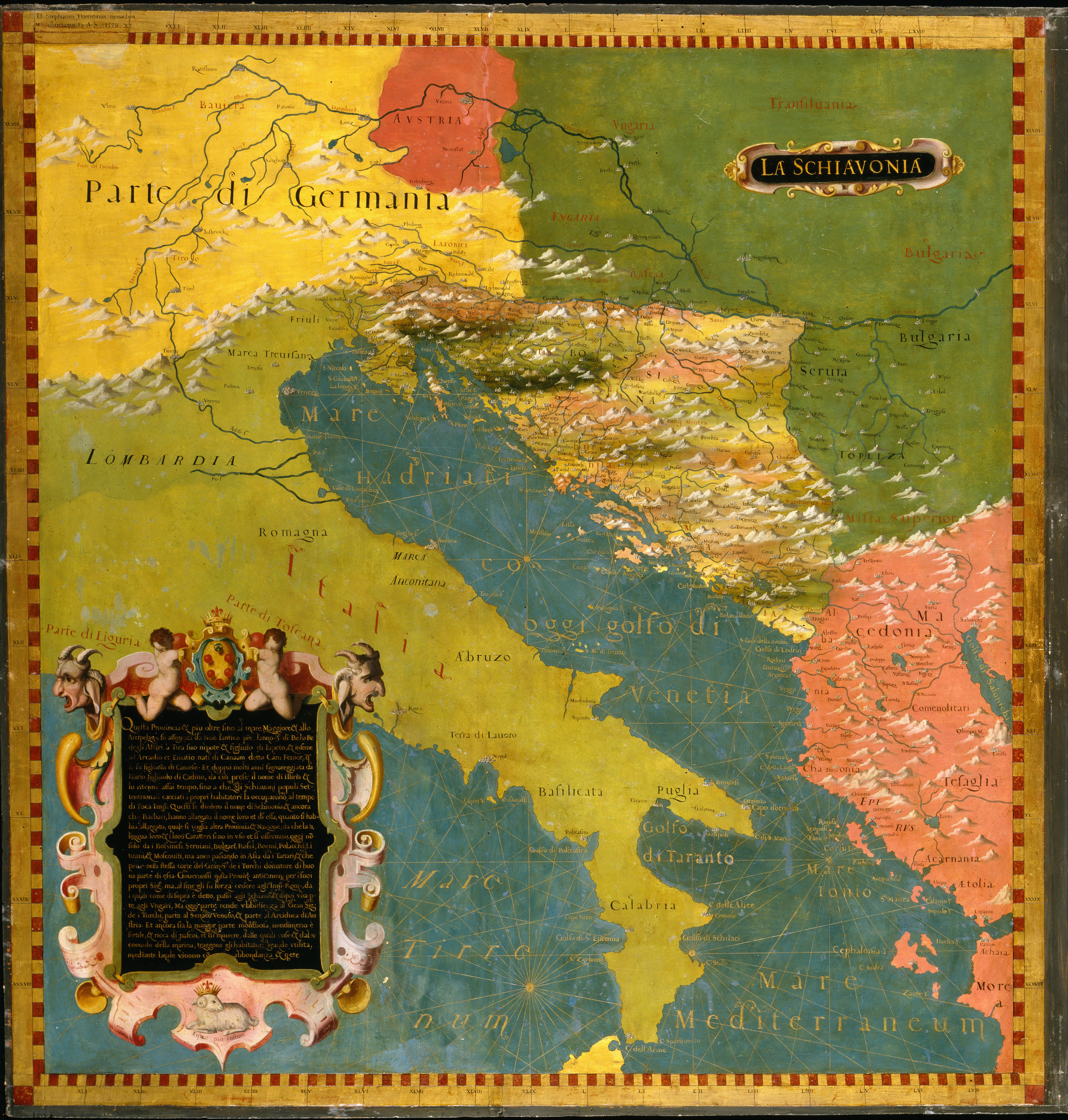
Bonsignori Közép- és Dél-Európa, valamint a Balkán-félsziget térképe a firenzei Palazzo Vecchioban